# Myski
Myski è una città della Russia siberiana meridionale, situata nella oblast' di Kemerovo.
Sorge nella pianura compresa fra i fiumi Tom' e Mras-Su, alcune centinaia di chilometri a sud del capoluogo Kemerovo.